# Casa de la vila de Boizenburg
La Casa de la vila de Boizenburg o en baix alemany Boizenborger Raathuus és la seu de l'ajuntament de la ciutat de Boizenburg a l'estat de Mecklemburg-Pomerània Occidental a Alemanya.

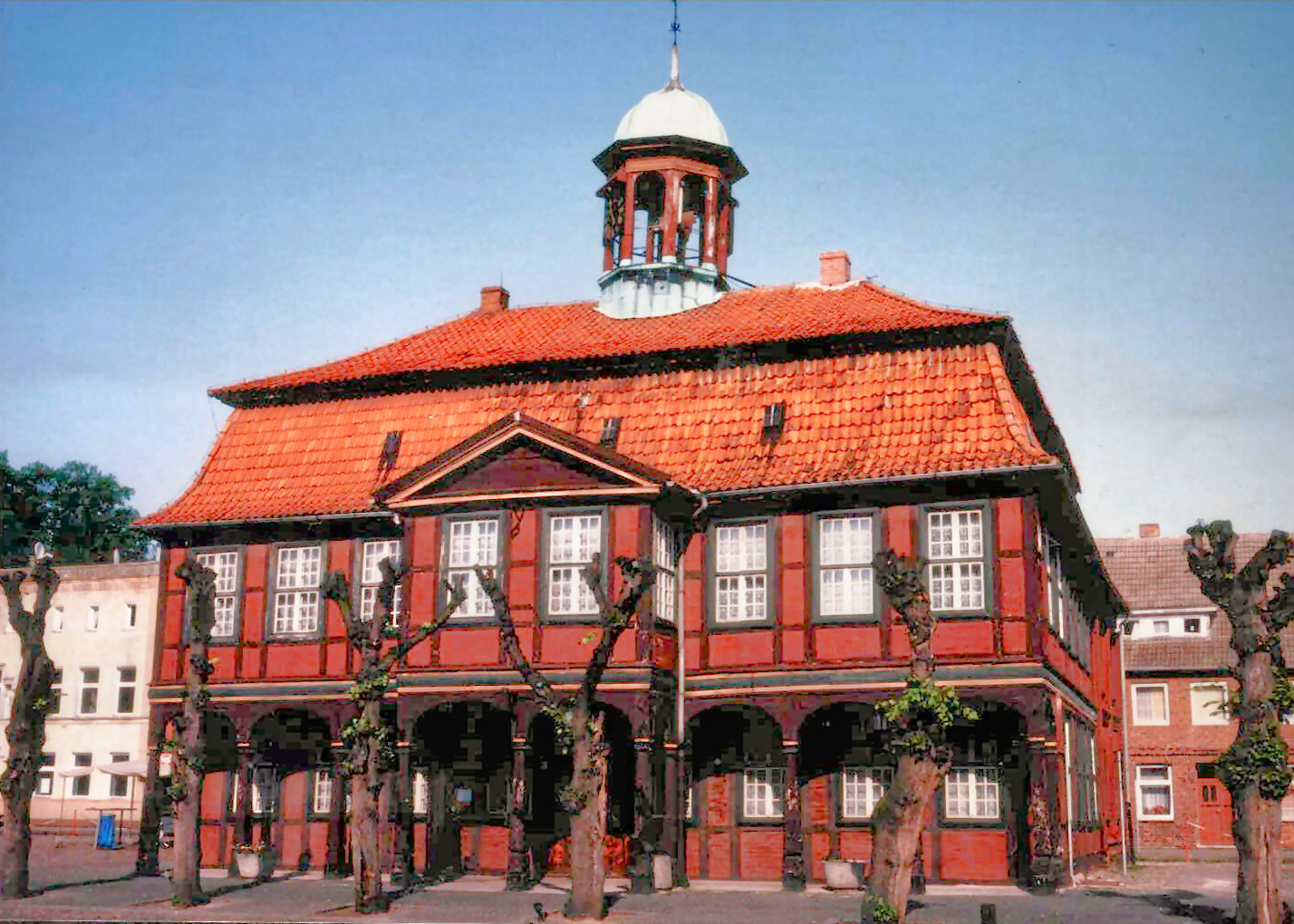
El 1992, abans la restauració

És una construcció de maons i d'entramat de fusta a la plaça del mercat de la petita ciutat a la confluència de l'Elba i del Boize. El 1709, unes 150 cases, l'església de la mare de Déu i l'antiga casa de la vila van sucumbir a un gran incendi. La ciutat va ser reconstruïda de manera planificada segons un esbós d'enginyer militar Jacob Reutz. És un exemple major de l'art de la construcció amb entramat de fusta en estil barroc, amb la seva galeria típica amb columnes de fusta i les seves quatre façanes lliures. A la galeria es troba la balança que servia els dies del mercat.
Després de la reunificació d'Alemanya el 1991, va començar l'obra de restauració que va durar de 1993 a 1996 i es va provar d'atènyer la forma original del 1711. Només la pintura color sang de bou, tot i ésser original i que es veu encara a fotos antigues, no va ser reutilitzada i es va preferir deixar els maons al color natural.